# Réseau de bus de Seine Grand Orly
Le réseau de bus de Seine Grand Orly est un réseau de transports en commun par autobus circulant en Île-de-France, organisé par Île-de-France Mobilités et exploité par le groupe Keolis à travers la société Keolis Ouest Val-de-Marne depuis le 1er janvier 2021. L'exploitant du réseau est aussi celui de la ligne 9 du tramway d'Île-de-France.
Il se compose de cinq lignes qui desservent principalement le bassin de vie de Grand-Orly Seine Bièvre.

## Histoire

### Développement du réseau
En mai 2018, Île-de-France Mobilités a publié un avis de concession le réseau de bus Bord de l'Eau comprenant mais aussi la ligne 9 du tramway d'Île-de-France, en appelant les candidats potentiels à se manifester. À terme, quatre potentielles entreprises exploitantes ont été qualifiées par l'autorité organisatrice pour concourir, s'agissant de RATP Dev, Keolis, Transdev et Moventia (ca),.

#### Ouverture à la concurrence
En raison de l'ouverture à la concurrence des transports en commun en Île-de-France, le réseau de bus Bord de l'eau est devenu Seine Grand Orly le 1er janvier 2021, correspondant à la délégation de service public numéro 22 établie par Île-de-France Mobilités. Un appel d'offres a donc été lancé par l'autorité organisatrice afin de désigner une entreprise qui succédera à l'exploitation de Keolis Seine Val-de-Marne pour une durée de cinq ans et demi. C'est finalement Keolis, via sa filiale Keolis Ouest Val-de-Marne, qui a été désigné lors du conseil d'administration du 14 juin 2019,. Au moment de son ouverture à la concurrence, le réseau se composait des lignes 2, 3, 8, 9, 10 et Licorne.

#### Mise en service de la ligne T9
Afin d'accompagner la mise en service de la ligne 9 du tramway d'Île-de-France, les cinq lignes du réseau de bus de Seine Grand Orly sont réorganisés le 12 avril 2021. La ligne 2 est renumérotée 482, la ligne 3 devient la ligne 483, la ligne 8 devient la ligne 480 et la ligne 9 est renumérotée 282. La ligne 482 étend sa desserte de manière ponctuelle au nord jusqu'au centre commercial Belle Épine via la gare du Pont de Rungis. La ligne 10, reliant la gare de Juvisy à Athis Plaine Basse, est supprimée au profit d'une récupération partielle de la desserte par la ligne Express 191.100,, :

### Arrivée de la ligne 14
Le 8 juillet 2024, l'arrêt Pont de Rungis de la ligne 482 est renommé Gare de Thiais Orly. La ligne 482 reprend également l'arrêt Pont de Rungis de la ligne 191-100 qui est déplacé à la route de Fontainebleau. L'arrêt Clémenceau de la ligne 282 est également supprimée.

## Lignes du réseau

### Lignes à chiffres
| Ligne | Caractéristiques | Caractéristiques | Caractéristiques | Caractéristiques | Caractéristiques | Caractéristiques | Caractéristiques | Caractéristiques | Caractéristiques |
| 282   | Vitry-sur-Seine - Centre Commercial - Pont de Vitry ⥋ Thiais - E. Levasseur | Vitry-sur-Seine - Centre Commercial - Pont de Vitry ⥋ Thiais - E. Levasseur                                                                           | Vitry-sur-Seine - Centre Commercial - Pont de Vitry ⥋ Thiais - E. Levasseur                                                                           | Vitry-sur-Seine - Centre Commercial - Pont de Vitry ⥋ Thiais - E. Levasseur                                                                           | Vitry-sur-Seine - Centre Commercial - Pont de Vitry ⥋ Thiais - E. Levasseur                                                                           | Vitry-sur-Seine - Centre Commercial - Pont de Vitry ⥋ Thiais - E. Levasseur                                                                           | Vitry-sur-Seine - Centre Commercial - Pont de Vitry ⥋ Thiais - E. Levasseur                                                                           | Vitry-sur-Seine - Centre Commercial - Pont de Vitry ⥋ Thiais - E. Levasseur                                                                           | Vitry-sur-Seine - Centre Commercial - Pont de Vitry ⥋ Thiais - E. Levasseur                                                                           |
| ----- | --- | --- | --- | --- | --- | --- | --- | --- | --- |
| 282   | Ouverture / Fermeture — / — | Longueur 9,65 km | Durée 30-45 min | Nb. d’arrêts 20 | Matériel GX 337GX 137 | Jours de fonctionnement L, Ma, Me, J, V | Jour / Soir / Nuit / Fêtes O / N / N / N | Voy. / an — | Dépôt Villeneuve-le-Roi |
| 282   | Desserte : - Villes et lieux desservis : Vitry-sur-Seine, Choisy-le-Roi et Thiais - Stations et gares desservies : Gare de Choisy-le-Roi (RER C, Tvm et 393), Rouget de Lisle (Tvm, 393 et T9) | | | | | | | | |
| 282   | Autre : - Zone traversée : 3 - Arrêts non accessibles aux UFR : — - Amplitudes horaires : La ligne fonctionne du lundi au vendredi de 6 h 35 à 19 h 30. - Date de dernière mise à jour : 15 mai 2022. | | | | | | | | |
| 282   | Dernière actualisation : — | | | | | | | | |
| 480   | Aéroport Orly 1-2-3 ⥋ Gare de Villeneuve-Saint-Georges RER | Aéroport Orly 1-2-3 ⥋ Gare de Villeneuve-Saint-Georges RER                                                                                            | Aéroport Orly 1-2-3 ⥋ Gare de Villeneuve-Saint-Georges RER                                                                                            | Aéroport Orly 1-2-3 ⥋ Gare de Villeneuve-Saint-Georges RER                                                                                            | Aéroport Orly 1-2-3 ⥋ Gare de Villeneuve-Saint-Georges RER                                                                                            | Aéroport Orly 1-2-3 ⥋ Gare de Villeneuve-Saint-Georges RER                                                                                            | Aéroport Orly 1-2-3 ⥋ Gare de Villeneuve-Saint-Georges RER                                                                                            | Aéroport Orly 1-2-3 ⥋ Gare de Villeneuve-Saint-Georges RER                                                                                            | Aéroport Orly 1-2-3 ⥋ Gare de Villeneuve-Saint-Georges RER                                                                                            |
| 480   | Ouverture / Fermeture — / — | Longueur 17,15 km | Durée 35-45 min | Nb. d’arrêts 26 | Matériel GX 127GX 1377900 H | Jours de fonctionnement L, Ma, Me, J, V, S, D | Jour / Soir / Nuit / Fêtes O / N / N / O | Voy. / an — | Dépôt Villeneuve-le-Roi |
| 480   | Desserte : - Villes et lieux desservis : Paray-Vieille-Poste (Aéroport de Paris-Orly), Athis-Mons, Ablon-sur-Seine, Villeneuve-le-Roi et Villeneuve-Saint-Georges. - Stations et gares desservies : Aéroport d'Orly (Métro 14) Orly 1, 2, 3 (Orlyval), Orly 4 (Orlyval et T7), Athis-Mons - Porte de l'Essonne (T7), Gare d'Ablon, Gare de Villeneuve-Saint-Georges. | | | | | | | | |
| 480   | Autre : - Zone traversée : 4 - Arrêts non accessibles aux UFR : — - Amplitudes horaires : La ligne fonctionne du lundi au dimanche de 5 h 25 à 22 h 15. - Date de dernière mise à jour : 15 mai 2022. | | | | | | | | |
| 480   | Dernière actualisation : — | | | | | | | | |
| 482   | Thiais - Belle Épine Sud / Mairie d'Orly - Place François Mitterrand ⥋ Villeneuve-le-Roi - Place Jeanne d'Arc | Thiais - Belle Épine Sud / Mairie d'Orly - Place François Mitterrand ⥋ Villeneuve-le-Roi - Place Jeanne d'Arc                                         | Thiais - Belle Épine Sud / Mairie d'Orly - Place François Mitterrand ⥋ Villeneuve-le-Roi - Place Jeanne d'Arc                                         | Thiais - Belle Épine Sud / Mairie d'Orly - Place François Mitterrand ⥋ Villeneuve-le-Roi - Place Jeanne d'Arc                                         | Thiais - Belle Épine Sud / Mairie d'Orly - Place François Mitterrand ⥋ Villeneuve-le-Roi - Place Jeanne d'Arc                                         | Thiais - Belle Épine Sud / Mairie d'Orly - Place François Mitterrand ⥋ Villeneuve-le-Roi - Place Jeanne d'Arc                                         | Thiais - Belle Épine Sud / Mairie d'Orly - Place François Mitterrand ⥋ Villeneuve-le-Roi - Place Jeanne d'Arc                                         | Thiais - Belle Épine Sud / Mairie d'Orly - Place François Mitterrand ⥋ Villeneuve-le-Roi - Place Jeanne d'Arc                                         | Thiais - Belle Épine Sud / Mairie d'Orly - Place François Mitterrand ⥋ Villeneuve-le-Roi - Place Jeanne d'Arc                                         |
| 482   | Ouverture / Fermeture 25 février 2019 / — | Longueur — | Durée 50-60 35-40 min | Nb. d’arrêts 30 21 | Matériel Citaro FaceliftGX 137 | Jours de fonctionnement L, Ma, Me, J, V, S, D | Jour / Soir / Nuit / Fêtes O / O / N / O | Voy. / an — | Dépôt Villeneuve-le-Roi |
| 482   | Desserte : - Villes et lieux desservis : Thiais, Orly et Villeneuve-le-Roi. - Stations et gares desservies : La Belle Épine (T7), Thiais - Orly — Pont de Rungis (Métro 14 et RER C), Gare d'Orly-Ville (depuis les arrêts Mairie d'Orly - Place François Mitterrand et Jean-Jacques Rousseau) (RER C), Orly - Gaston Viens (T9), Gare de Villeneuve-le-Roi (RER C). | | | | | | | | |
| 482   | Autre : - Zone traversée : 3 et 4. - Arrêts non accessibles aux UFR : — - Amplitudes horaires : La ligne fonctionne du lundi au samedi de 4 h 55 à 22 h 45 environ et les dimanches & fêtes de 7 h 50 à 20 h 30 environ. - Particularités : Elle est prolongée de Mairie d'Orly - Place François Mitterrand à Belle Epine Sud du lundi au vendredi entre 9 h 20 et 20 h 45, les samedis de 9 h 33 à 20 h 10 ainsi que les dimanches & fêtes de 10 h 25 à 19 h 30. - Date de dernière mise à jour : 15 mai 2022. | | | | | | | | |
| 482   | Dernière actualisation : — | | | | | | | | |
| 483   | Gare de Choisy-le-Roi RER ⥋ Gare de Villeneuve-Saint-Georges RER Gare de Choisy-le-Roi RER ⥋ Athis-Mons - Saint-Charles (desserte à certaines heures) | Gare de Choisy-le-Roi RER ⥋ Gare de Villeneuve-Saint-Georges RER Gare de Choisy-le-Roi RER ⥋ Athis-Mons - Saint-Charles (desserte à certaines heures) | Gare de Choisy-le-Roi RER ⥋ Gare de Villeneuve-Saint-Georges RER Gare de Choisy-le-Roi RER ⥋ Athis-Mons - Saint-Charles (desserte à certaines heures) | Gare de Choisy-le-Roi RER ⥋ Gare de Villeneuve-Saint-Georges RER Gare de Choisy-le-Roi RER ⥋ Athis-Mons - Saint-Charles (desserte à certaines heures) | Gare de Choisy-le-Roi RER ⥋ Gare de Villeneuve-Saint-Georges RER Gare de Choisy-le-Roi RER ⥋ Athis-Mons - Saint-Charles (desserte à certaines heures) | Gare de Choisy-le-Roi RER ⥋ Gare de Villeneuve-Saint-Georges RER Gare de Choisy-le-Roi RER ⥋ Athis-Mons - Saint-Charles (desserte à certaines heures) | Gare de Choisy-le-Roi RER ⥋ Gare de Villeneuve-Saint-Georges RER Gare de Choisy-le-Roi RER ⥋ Athis-Mons - Saint-Charles (desserte à certaines heures) | Gare de Choisy-le-Roi RER ⥋ Gare de Villeneuve-Saint-Georges RER Gare de Choisy-le-Roi RER ⥋ Athis-Mons - Saint-Charles (desserte à certaines heures) | Gare de Choisy-le-Roi RER ⥋ Gare de Villeneuve-Saint-Georges RER Gare de Choisy-le-Roi RER ⥋ Athis-Mons - Saint-Charles (desserte à certaines heures) |
| 483   | Ouverture / Fermeture 31 mars 1947 / — | Longueur 16,95 km | Durée 25-40 min | Nb. d’arrêts 36 | Matériel GX 337Citaro Facelift | Jours de fonctionnement L, Ma, Me, J, V, S, D | Jour / Soir / Nuit / Fêtes O / O / N / O | Voy. / an — | Dépôt Villeneuve-le-Roi |
| 483   | Desserte : - Villes et lieux desservis : Choisy-le-Roi, Thiais, Orly, Villeneuve-le-Roi, Ablon-sur-Seine, Villeneuve-Saint-Georges et Athis-Mons - Stations et gares desservies : Gare de Choisy-le-Roi (RER C, Tvm et 393), Rouget de Lisle (Tvm, 393 et T9), Orly - Gaston Viens (T9), Gare d'Orly-Ville, Ablon, Gare de Villeneuve-Saint-Georges. | | | | | | | | |
| 483   | Autre : - Zones traversées : 3 et 4 - Arrêts non accessibles aux UFR : - Tronçon commun aux deux dessertes : La Source (vers Villeneuve-Saint-Georges et Saint-Charles), Gare d'Orly-Ville (vers Villeneuve-Saint-Georges et Saint-Charles), Place Colonel A. Beltrame (vers Choisy-le-Roi) ; - Desserte principale : Paul Painlevé (vers Villeneuve-Saint-Georges), Brossolete (vers Choisy-le-Roi) ; - Desserte scolaire : Rue Foch (vers Saint-Charles), Château, Europe, Dagobert. - Amplitudes horaires : La ligne fonctionne du lundi au vendredi de 4 h 40 à 1 h 5, le samedi à partir de 5 h et les dimanches et fêtes de 5 h à 1 h. - Particularités : Il existe des services en période scolaire entre Choisy-le-Roi RER et Athis-Mons — Saint-Charles de 7 h 50 à 8 h 30 puis de 16 h 35 à 18 h 15 / de 12 h 30 à 18 h 15 (le mercredi uniquement). - Date de dernière mise à jour : 15 mai 2022. | | | | | | | | |
| 483   | Dernière actualisation : — | | | | | | | | |

### Lignes à lettres
| Ligne   | Caractéristiques | Caractéristiques                                                                          | Caractéristiques                                                                          | Caractéristiques                                                                          | Caractéristiques                                                                          | Caractéristiques                                                                          | Caractéristiques                                                                          | Caractéristiques                                                                          | Caractéristiques                                                                          |
| Licorne | (Circulaire) Villeneuve-le-Roi — Foyer Jean-Rostand ⥋ via Villeneuve-le-Roi — La Fresnaie | (Circulaire) Villeneuve-le-Roi — Foyer Jean-Rostand ⥋ via Villeneuve-le-Roi — La Fresnaie | (Circulaire) Villeneuve-le-Roi — Foyer Jean-Rostand ⥋ via Villeneuve-le-Roi — La Fresnaie | (Circulaire) Villeneuve-le-Roi — Foyer Jean-Rostand ⥋ via Villeneuve-le-Roi — La Fresnaie | (Circulaire) Villeneuve-le-Roi — Foyer Jean-Rostand ⥋ via Villeneuve-le-Roi — La Fresnaie | (Circulaire) Villeneuve-le-Roi — Foyer Jean-Rostand ⥋ via Villeneuve-le-Roi — La Fresnaie | (Circulaire) Villeneuve-le-Roi — Foyer Jean-Rostand ⥋ via Villeneuve-le-Roi — La Fresnaie | (Circulaire) Villeneuve-le-Roi — Foyer Jean-Rostand ⥋ via Villeneuve-le-Roi — La Fresnaie | (Circulaire) Villeneuve-le-Roi — Foyer Jean-Rostand ⥋ via Villeneuve-le-Roi — La Fresnaie |
| ------- | --- | ----------------------------------------------------------------------------------------- | ----------------------------------------------------------------------------------------- | ----------------------------------------------------------------------------------------- | ----------------------------------------------------------------------------------------- | ----------------------------------------------------------------------------------------- | ----------------------------------------------------------------------------------------- | ----------------------------------------------------------------------------------------- | ----------------------------------------------------------------------------------------- |
| Licorne | Ouverture / Fermeture — / — | Longueur 14,45 km                                                                         | Durée 35-65 min                                                                           | Nb. d’arrêts 30                                                                           | Matériel GX 127                                                                           | Jours de fonctionnement L, Ma, Me, J, V, S, D                                             | Jour / Soir / Nuit / Fêtes O / N / N / N                                                  | Voy. / an —                                                                               | Dépôt Villeneuve-le-Roi                                                                   |
| Licorne | Desserte : - Ville et lieux desservis : Villeneuve-le-Roi - Gare desservie : Villeneuve-le-Roi |                                                                                           |                                                                                           |                                                                                           |                                                                                           |                                                                                           |                                                                                           |                                                                                           |                                                                                           |
| Licorne | Autre : - Zone traversée : 4 - Arrêts non accessibles aux UFR : — - Amplitudes horaires : La ligne fonctionne du lundi au vendredi de 9 h 30 à 17 h 45, le samedi de 9 h 30 à 12 h 45 et le dimanche de 9 h à 12 h 50. - Particularités : - Le premier service du matin et de l'après-midi part de Écoles ; - Le dernier service du matin et de l'après-midi termine à Villeneuve-le-Roi RER. - Date de dernière mise à jour : 14 avril 2021. |                                                                                           |                                                                                           |                                                                                           |                                                                                           |                                                                                           |                                                                                           |                                                                                           |                                                                                           |
| Licorne | Dernière actualisation : — |                                                                                           |                                                                                           |                                                                                           |                                                                                           |                                                                                           |                                                                                           |                                                                                           |                                                                                           |

## Gestion et exploitation
Les réseaux de transports en commun franciliens sont organisés par Île-de-France Mobilités. L'exploitation de réseau du Seine Grand Orly revient à Keolis Ouest Val-de-Marne depuis le 1er janvier 2021.
Dans le cadre de la mise en concurrence des transports en Île-de-France, le réseau est toujours exploité par Keolis, en y intégrant ainsi la ligne du tramway T9, en délégation de service public à partir de printemps 2021.

### Parc de véhicules

#### Dépôts
Les tramways et bus de substitution du tram T9 sont révisés au sein du site de maintenance et de remisage d’Orly - Voie de Bouvray. En 2021, un centre opérationnel bus ouvre à Villeneuve-le-Roi.
Les dépôts ont pour mission de stocker les différents véhicules, mais également d'assurer leur entretien préventif et curatif. L'entretien curatif ou correctif a lieu quand une panne ou un dysfonctionnement est signalé par un machiniste.

#### Détails du parc
Le réseau de bus de Seine Grand Orly dispose d'un parc de véhicules composé de midibus, autobus standards et articulés:

#### Midibus
| Constructeur | Modèle   | Nombre | Numéros de parc                                        | Période de mise en service          | Affectations        | Observations                                                                                   |
| ------------ | -------- | ------ | ------------------------------------------------------ | ----------------------------------- | ------------------- | ---------------------------------------------------------------------------------------------- |
| Heuliez Bus  | GX 127 L | 1      | 223074                                                 | Depuis Mai 2009                     | En réserve          | Ex-Keolis Armor depuis le 1er mars 2023                                                        |
| Heuliez Bus  | GX 137   | 13     | 203005-203006 ; 203016 ; 203018-203019 ; 213021-213028 | Entre Novembre 2014 et Février 2022 | 282 480 482 Licorne | 203005-203006, 203016, 203018-203019 : Ex-Keolis Seine Val-de-Marne depuis le 1er janvier 2021 |
| Heuliez Bus  | GX 137 L | 2      | 686-687                                                | Depuis Juin 2014                    | 282 480 482         | Ex-Keolis Baie des Anges depuis le 1er janvier 2021                                            |
| Volvo        | 7900 LH  | 7      | 203009-203015                                          | Entre Février 2016 et Avril 2016    | 282 480 482 Licorne | Ex-Keolis Seine Val-de-Marne depuis le 1er janvier 2021                                        |

#### Autobus standards
| Constructeur  | Modèle             | Nombre | Numéros de parc               | Période de mise en service          | Affectation | Observations |
| ------------- | ------------------ | ------ | ----------------------------- | ----------------------------------- | ----------- | --- |
| Heuliez Bus   | GX 337             | 17     | 201262-201273 ; 231276-231280 | Entre Février 2020 et Juillet 2020  | 483         | 201262-201273 : Ex-Keolis Seine Val-de-Marne depuis le 1er janvier 2021 231276-231280 : Ex-Keolis Seine Val-de-Marne depuis le 1er décembre 2024 |
| MAN           | Lion's City Hybrid | 3      | 201259-201261                 | Entre Janvier 2018 et Décembre 2018 | 483         | Ex-Keolis Seine Val-de-Marne depuis le 1er janvier 2021                                                                                          |
| Mercedes-Benz | Citaro Facelift    | 1      | 201258                        | Depuis Novembre 2010                | 483         | Ex-Keolis Seine Val-de-Marne depuis le 1er janvier 2021                                                                                          |

#### Autobus articulés
| Constructeur  | Modèle   | Nombre | Numéros de parc | Période de mise en service          | Affectations                | Observation                            |
| ------------- | -------- | ------ | --------------- | ----------------------------------- | --------------------------- | -------------------------------------- |
| Mercedes-Benz | Citaro G | 2      | 385 ; 388       | Entre Novembre 2004 et Juillet 2005 | 483 et substitution du tram | Ex-Keolis STA depuis le 1er avril 2021 |

### Tarification et fonctionnement
La tarification des lignes d'autobus d'Île-de-France est unifiée et accessible avec les mêmes abonnements. Un ticket « bus-tram », qui remplace le ticket t+ au 1er janvier 2025, permet un trajet simple quelle que soit la distance, avec une ou plusieurs correspondances possibles avec les autres lignes de bus et de tramway pendant une durée maximale de 1 h 30 entre la première et dernière validation. En revanche, un ticket validé dans un bus ne permet pas d'emprunter le métro, ni le Transilien et le RER. Les lignes Orlybus et Roissybus, assurant de façon directe les dessertes aéroportuaires via autoroute, disposent d'une tarification spécifique mais sont accessibles avec les abonnements habituels.
Les tarifs des billets et abonnements dont le montant est limité par décision politique ne couvrent pas les frais réels de transport. Le manque à gagner est compensé par l'autorité organisatrice, Île-de-France Mobilités, présidée depuis 2005 par le président du conseil régional d'Île-de-France et composé d'élus locaux. Elle définit les conditions générales d'exploitation ainsi que la durée et la fréquence des services. L'équilibre financier du fonctionnement est assuré par une dotation globale annuelle aux transporteurs de la région grâce au versement mobilité payé par les entreprises et aux contributions des collectivités publiques.

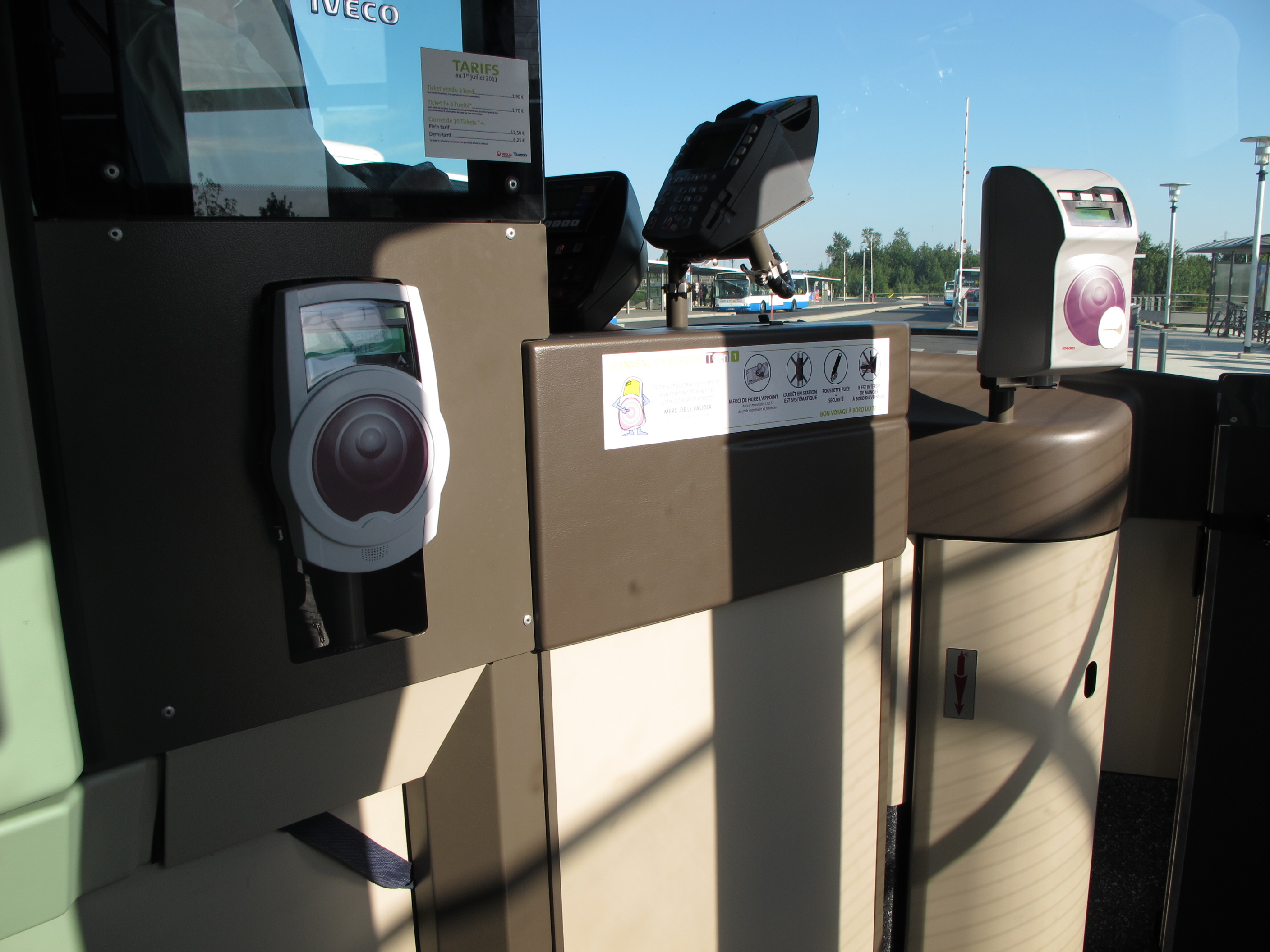
Validateurs pour passes Navigo (à gauche) et pour tickets carton (à droite) présents dans les bus et tramway.

L’achat de ticket par SMS est possible depuis 2018, en envoyant SEINEORLY au 93100 (coût de 2,50€ depuis le 01/01/2023 prélevé sur les factures de téléphone). Ce ticket SMS est valable 1h sans correspondance.

## Galerie de photographies

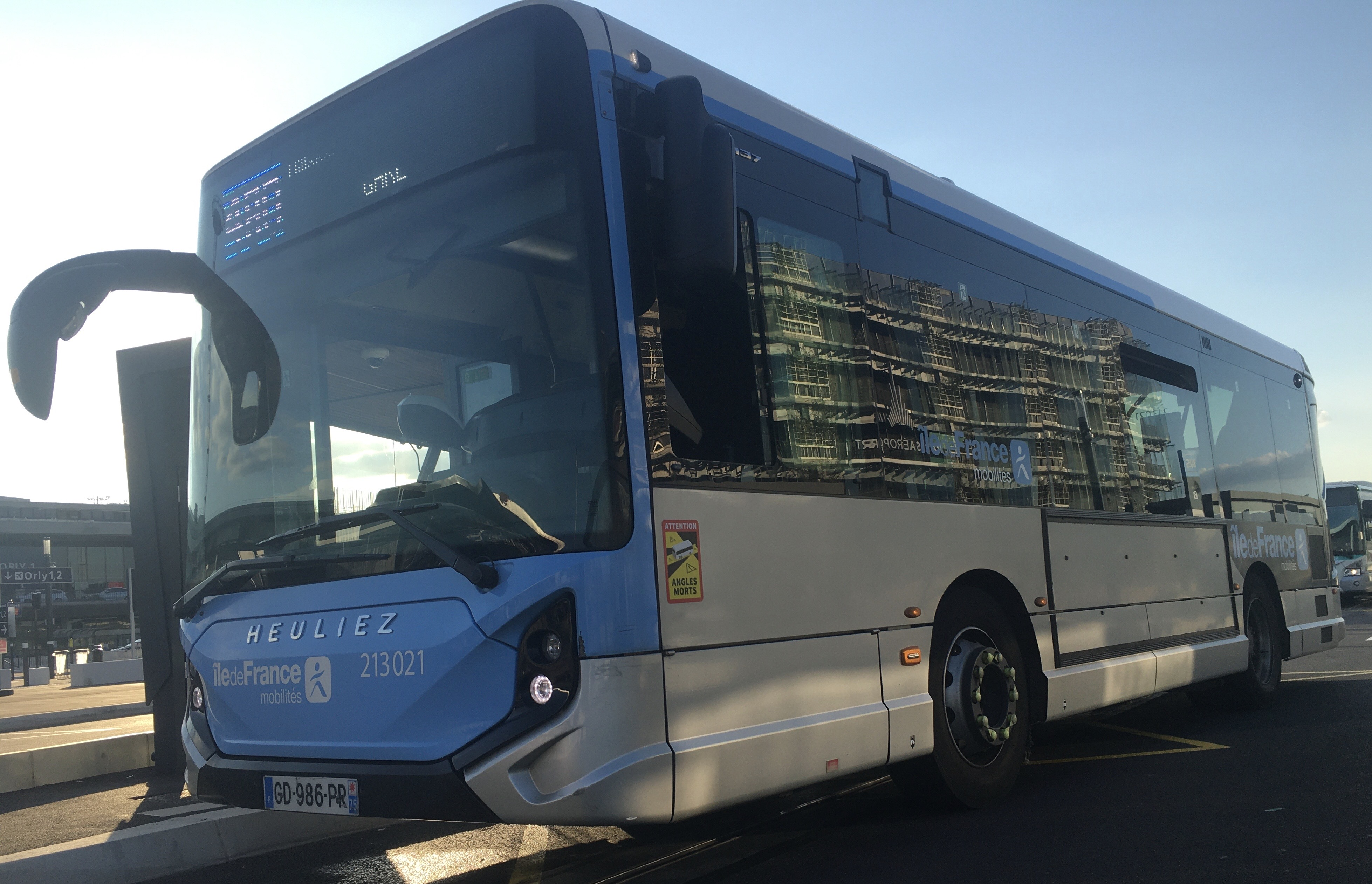
Le Heuliez Bus GX 137 no 213021 de la ligne 480 à son terminus Orly 1, 2, 3.
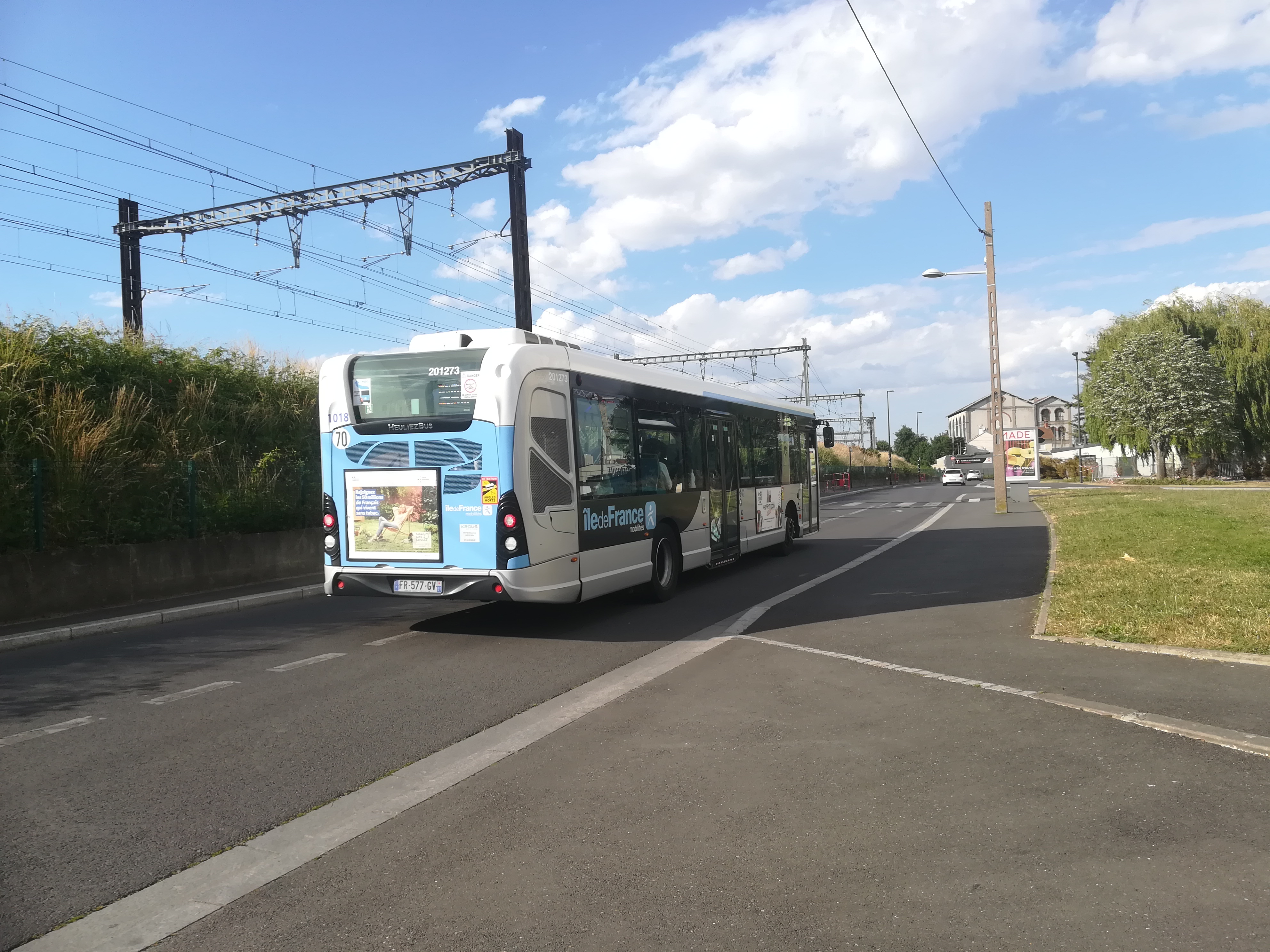
Le Heuliez Bus GX 337 no 201273 de la ligne 483.
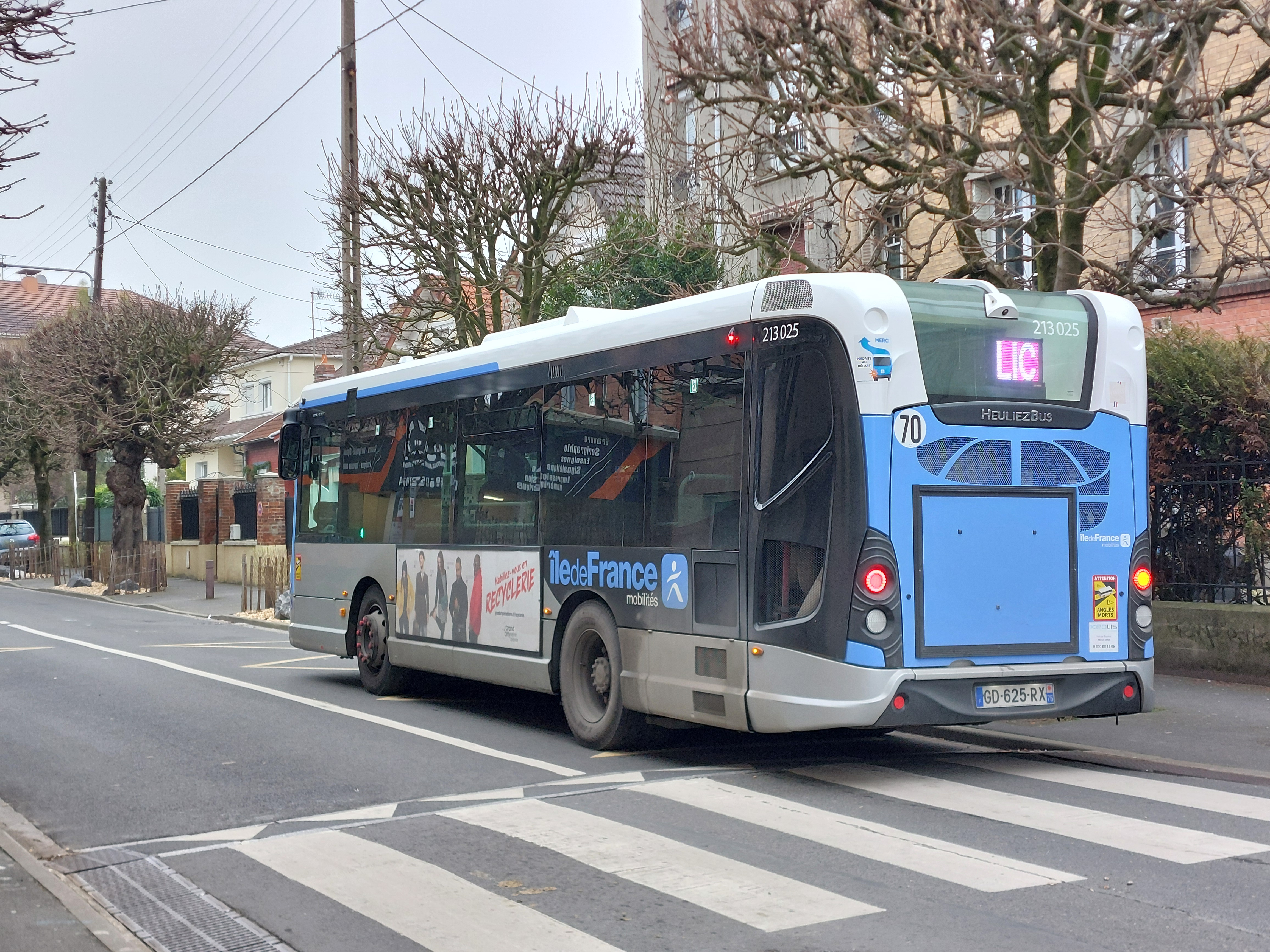
Le Heuliez Bus GX 137 no 213025 de la circulaire Licorne à la gare de Villeneuve-le-Roi.
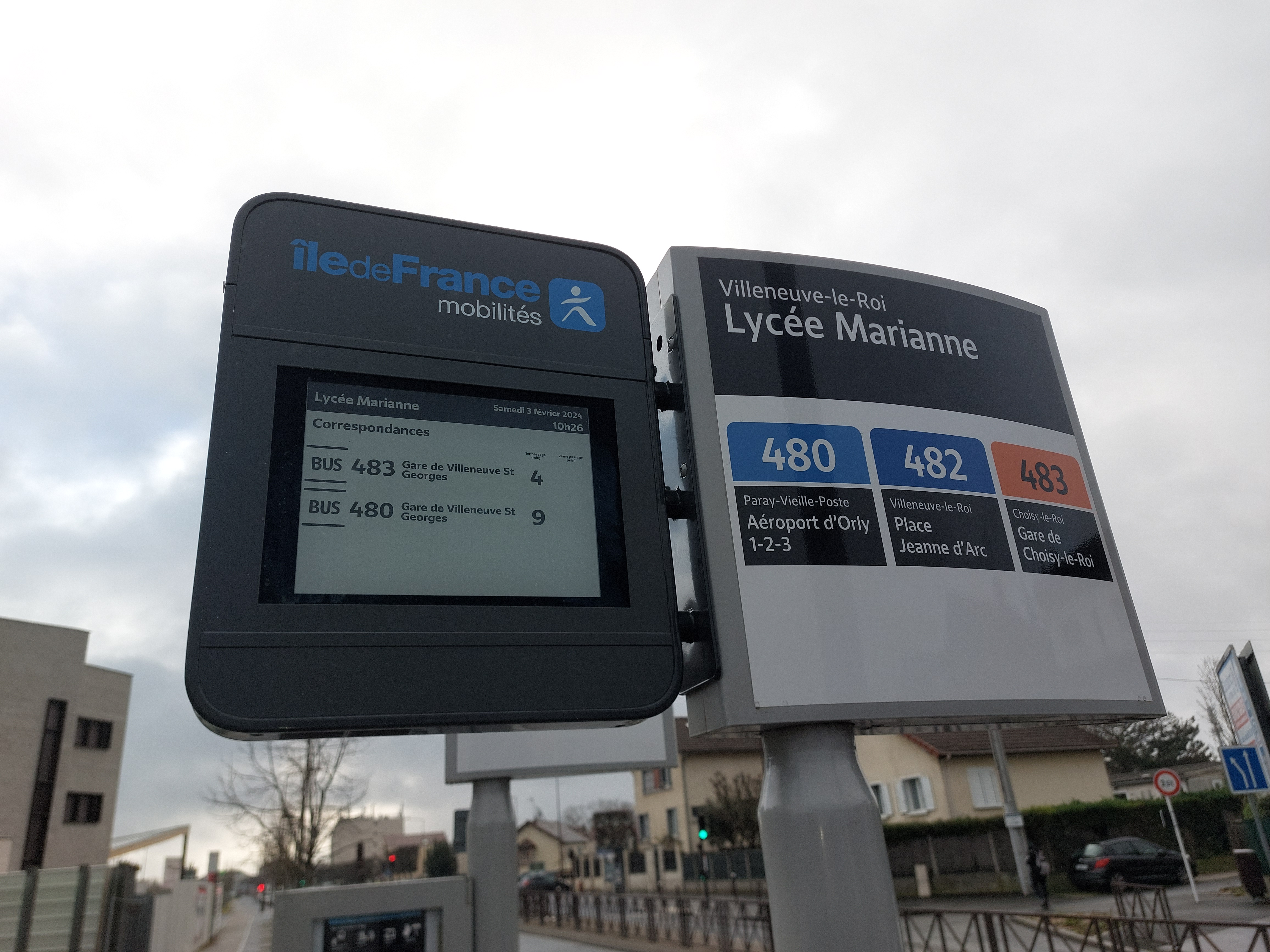
Panneau d'arrêt et d'information voyageur au Lycée Marianne.